# Balón de baloncesto

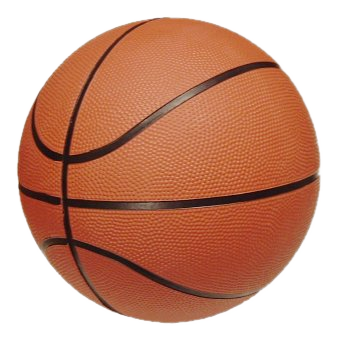
Típico balón de baloncesto

Un balón de baloncesto es una pelota esférica que se usa para jugar al baloncesto. Sus dimensiones y peso varían dependiendo de la categoría de los practicantes, estando entre los 56 cm de circunferencia para las categorías más pequeñas y los 74-76 en categorías absolutas masculinas. El estándar de un balón en la NBA es, por ejemplo, de 75 centímetros.

## Tamaños
Se usan diferentes cosas para diferentes grupos de edad y sexo. Los estándares comunes son:
| Tamaño | Tipo                                   | Circunferencia          | Peso                     |
| ------ | -------------------------------------- | ----------------------- | ------------------------ |
| 3      | Mini (Norteamérica)                    | 56-57 cm (22-22 in)     | 283 g (10.0 oz) máximo   |
| 4      | Youth (Norteamérica) Minibasket (FIBA) | 69-71 cm (27-28 in)     | 470-500 g (17-18 oz)     |
| 6      | Oficial femenino                       | 72-74 cm (28.5-29.2 in) | 510-567 g (18.0-20.0 oz) |
| 7      | Oficial masculino                      | 75-78 cm (29.5-30.7 in) | 567-650 g (20.0-22.9 oz) |
| 6      | Oficial FIBA 3×3                       | 72-74 cm (28-29 in)     | 567-650 g (20.0-22.9 oz) |

## Características
Los balones de baloncesto reglamentarios han de tener una capacidad de rebote de entre 120 y 140 centímetros cuando son soltados desde una altura de 180 centímetros.

## Historia

Balón histórico de baloncesto.

En los inicios del mes de diciembre de 1891, el director del departamento de educación física del School for Christian Workers (ahora Springfield College) en Springfield, Massachusetts, James Naismith, inventó un nuevo deporte que pudieran practicar a cubierto sus atletas en los meses de invierno. Naismith dividió su clase de 18 alumnos en dos equipos de nueve jugadores, y puso en marcha el primer partido de baloncesto de la historia, disputado con un balón de fútbol y dos cestos de melocotones a cada lado del gimnasio como canastas.
Los primeros balones de baloncesto se fabricaron de paneles de cuero cosidos juntos con una vejiga de goma dentro. Se les añadió un forro de tela al cuero para su soporte y uniformidad. En 1942 se inventó una versión moldeada del mismo.
Desde 1967 hasta 1976, la American Basketball Association (ABA) usó un balón tricolor rojo, blanco y azul, que todavía suele verse en algunos diseños de balones de baloncesto.
Durante muchos años, el cuero ha sido el material clave en su elaboración, sin embargo, a finales de los años 1990, se comenzaron a utilizar materiales sintéticos que han ido ganando aceptación en la mayoría de las ligas debido a su buen rendimiento en condiciones extremas.

## Principales fabricantes

### Spalding

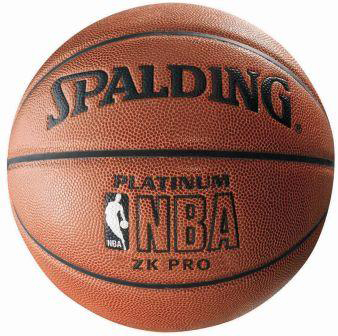
Balón Spalding

Spalding fue la primera compañía en producir balones de baloncesto para uso oficial. El fundador de la empresa, A.G. Spalding realizó el primer balón específico para baloncesto en los últimos años del siglo XIX, a instancias del inventor del juego, James Naismith. Fue el balón oficial de la NBA entre 1983 y 2021. También produce los balones para la Women's National Basketball Association y la NBA Development League.

### Molten

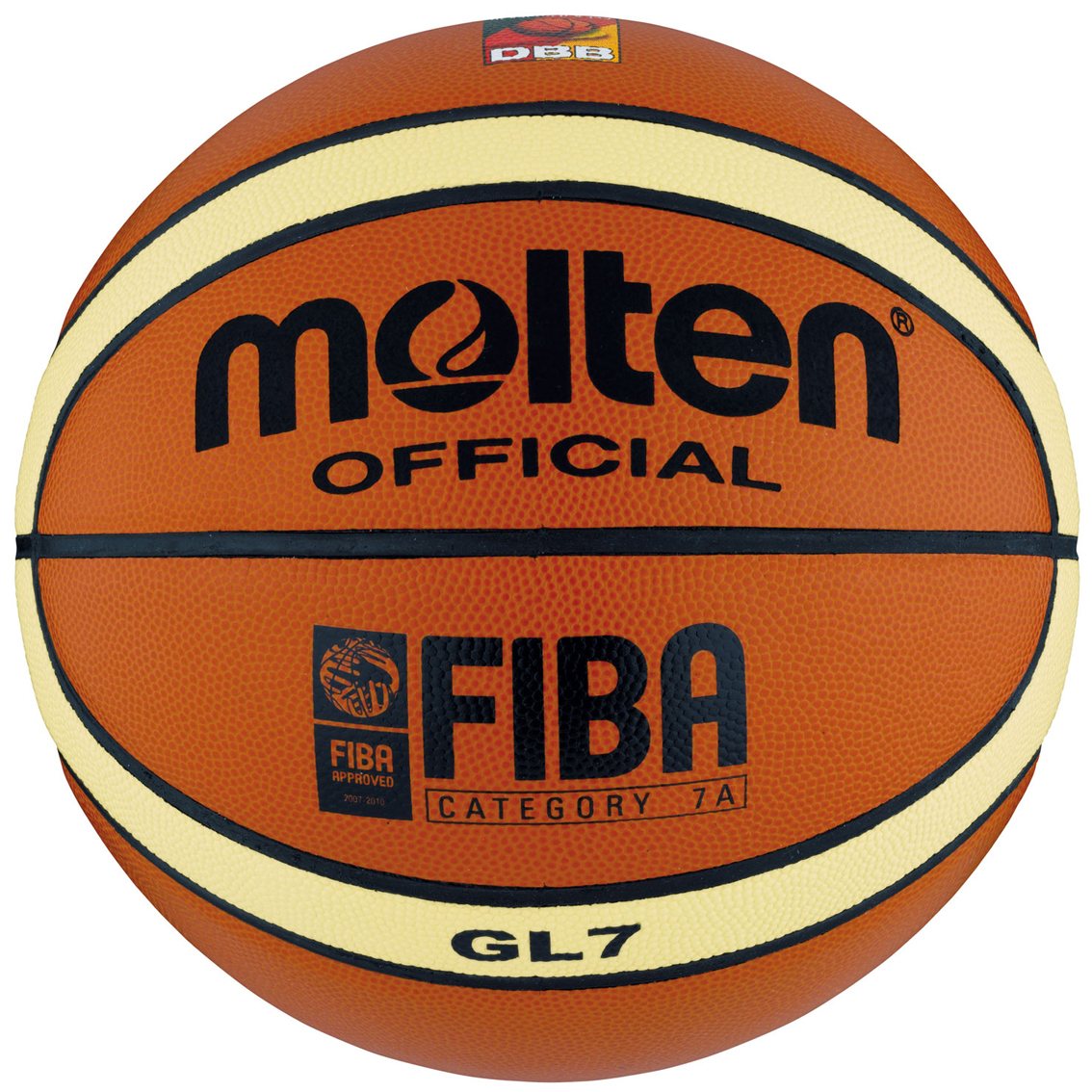
Molten GL7

Molten es una empresa japonesa dedicada al mundo del material deportivo, que actualmente provee de balones a las siguientes competiciones:
- Todos los Campeonatos del Mundo de la FIBA así como sus fases de clasificación.
- Todos los eventos de FIBA Asia.
- La VTB United League.
- Muchas ligas domésticas, como las de Australia, Argentina, Paraguay, Uruguay, British Basketball League, Francia (femenino), Grecia, Indonesia, Italia, Lituania, Filipinas, Polonia (femenino) y Portugal.

Hasta la temporada 2006–07, fue el proveedor de las competiciones organizadas por Euroleague Basketball, la Euroleague y la ULEB Cup (ahora Eurocup). 

### Wilson

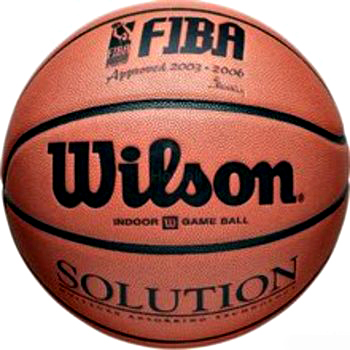
Balón Wilson Solution

Wilson Sporting Goods es la marca oficial de todos los torneos de postemporada de la NCAA, los más importantes los torneos de la División I de la NCAA masculino y femenino, además de ser usado por muchas de las universidades en sus partidos de temporada regular y por muchos institutos. Desde la temporada 2021-22 es el balón oficial de la NBA.

### Nike

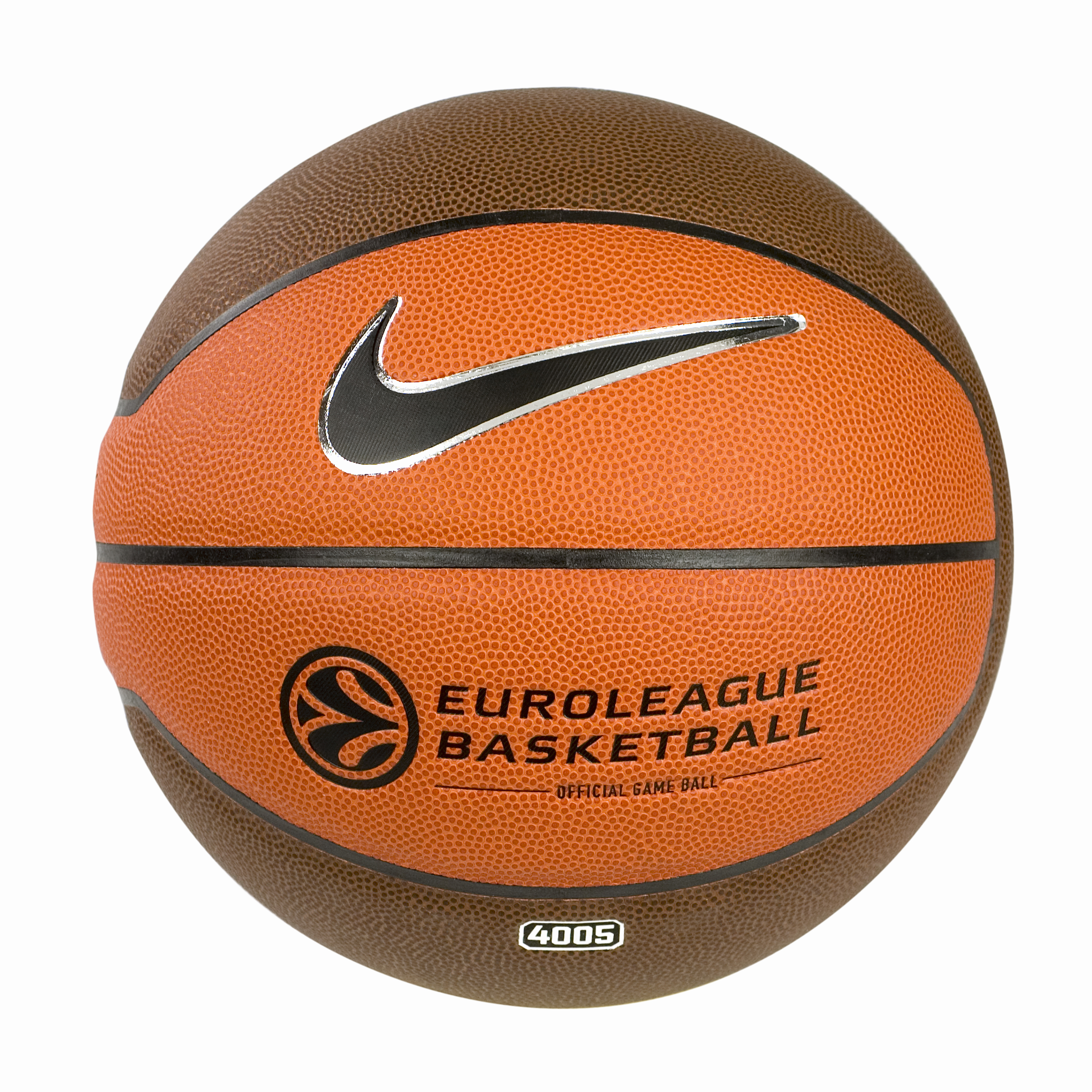
Balón Nike 4005

Nike tuvo el contrato para proveer de balones a la Euroleague Basketball Company (incluyendo Euroleague y la Eurocup) desde 2007 hasta 2012, cuando dicha organización regresó a Spalding. En Filipinas la NCAA y la UAAP usan el balón Nike 4005 Official Tournament.